# Человек, обманувший смерть
«Человек, обманувший смерть» (англ. The Man Who Could Cheat Death) — британский фильм ужасов 1959 года. Ремейк американской ленты «Человек с улицы Полумесяца» (1945), которая, в свою очередь, снята по одноимённой пьесе Барре Линдона.

## Сюжет
Париж, 1890-е годы. 104-летний доктор Жорж Бонье продлевает свою молодость, убивая женщин и используя их паращитовидные железы для пересадки в свой организм, и теперь он всегда выглядит на 40. Каждые десять лет он осуществлял эту операцию с помощью своего друга, профессора Людвига Вейса, после чего менял место жительства, чтобы не вызывать подозрений.
Однажды во Франции Бонье знакомится с красавицей Жанин Дю Буа. Он готов к серьёзным отношениям с ней, хотя и боится пока раскрыть свой секрет. Тем временем приближается срок очередного убийства и пересадки желез, но доктор Пьер Жерар, который влюблён в Жанин, отказывается помочь Бонье без профессора Вейса. Поскольку вечная жизнь Бонье ставится под угрозу, он идёт на многое, в том числе на шантаж, и Жерару под давлением приходится сымитировать операцию, так так Бонье спрятал женщину в своей лаборатории. Без лекарства он начинает не только быстро стареть, но и превращаться в чудовище. Жанин, бывшая в это время рядом с Бонье, в ужасе сбегает, а в доме начинается пожар, в котором Бонье и сгорает.

## В ролях
- Антон Диффринг — доктор Жорж Бонье
- Хейзел Корт — Жанин Дю Буа
- Кристофер Ли — доктор Пьер Жерар
- Арнольд Марле[англ.] — профессор Людвиг Вейс
- Дельфи Лоренс[англ.] — Марго Филип
- Фрэнсис де Вулф[англ.] — инспектор Легри

В титрах не указаны
- Рональд Адам[англ.] — доктор
- Локвуд Уэст[англ.] — доктор
- Мэри Бёрк[англ.] — женщина
- Чарльз Ллойд-Пэк[англ.] — мужчина
- Майкл Риппер[англ.] — сотрудник морга
- Денис Шоу[англ.] — посетитель таверны

## Производство, критика
Бюджет фильма составил 84 тысячи фунтов стерлингов, его съёмки начались 17 ноября 1958 года. Главную роль (доктора Жоржа Бонье) предложили играть звезде того времени Питеру Кушингу, но он отказался от неё буквально за несколько дней до начала съёмок, и Кушинг был срочно заменён немецким актёром Антоном Диффрингом. Премьера ленты состоялась 30 ноября 1959 года. Европейская и американская версии картины немного различаются, в частности, из американской была удалена сцена с Хейзел Корт топлес.
- Маркус Хёрн, Алан Бэрнс. The Hammer Story: The Authorised History of Hammer Films. «Фильм страдает избытком диалогов и отсутствием действия»[1].

Рейтинг фильма в кино-базах:
- AllMovie
- FilmAffinity[исп.]
- IMDb